# Anna Brożek (sportive)
Anna Brożek, née le 27 mars 1995, est une grimpeuse polonaise, spécialisée dans la vitesse. 

## Palmarès

### Championnats du monde
- 2018 à Innsbruck,  Autriche
  -  Médaille d'argent en vitesse

### Jeux mondiaux
- 2017 à Wrocław
  - Qualifiée